# C-string

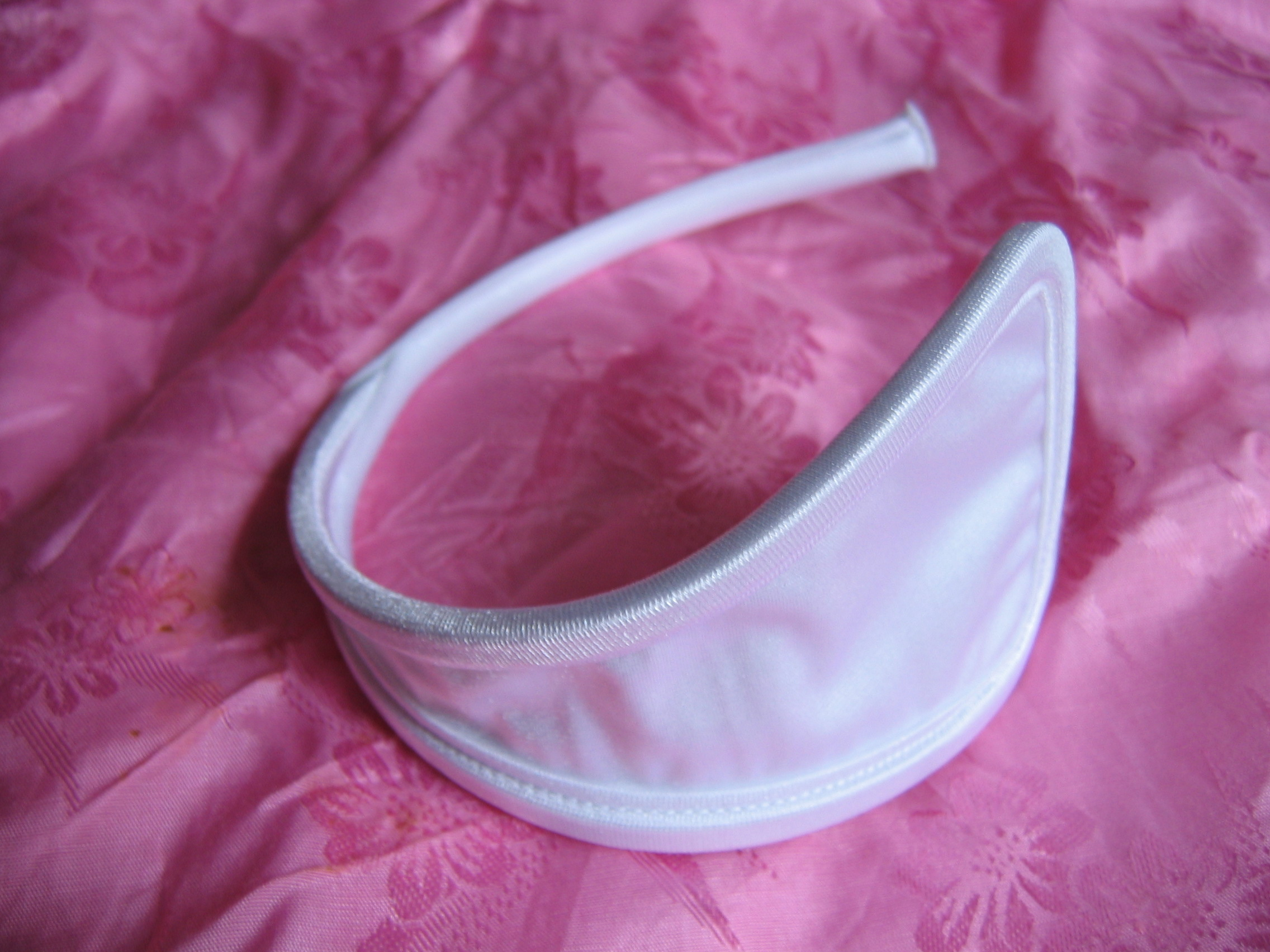
C-string

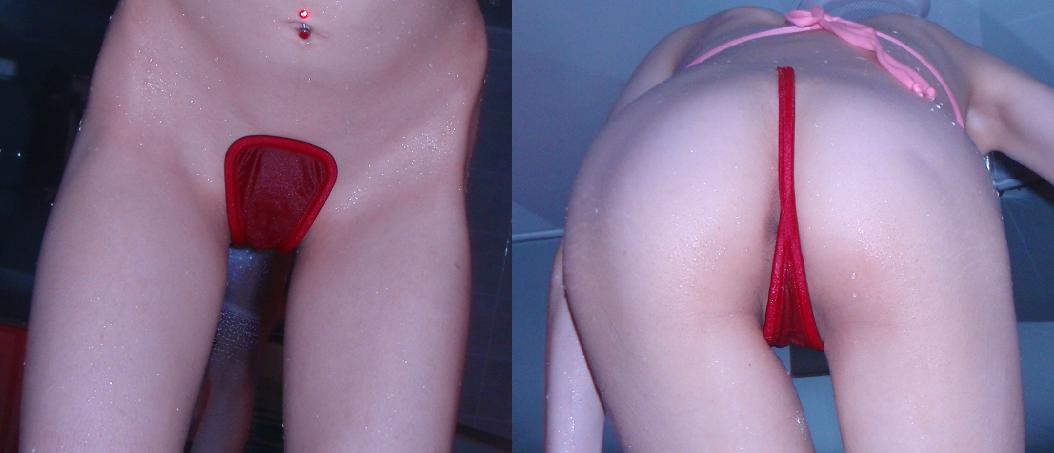
Voorbeeld hoe een C-string gedragen wordt

De C-string is een driehoekig lapje stof, versterkt met een flexibel kunststof materiaal, dat tussen de benen wordt gedragen.

Het heeft als voordeel dat het geen zijkanten heeft en is onder kleding dus onzichtbaar. Ook ontstaan er tijdens het zonnen geen witte banen zoals bij de g-string of een bikinibroekje.